# Patricio O'Ward

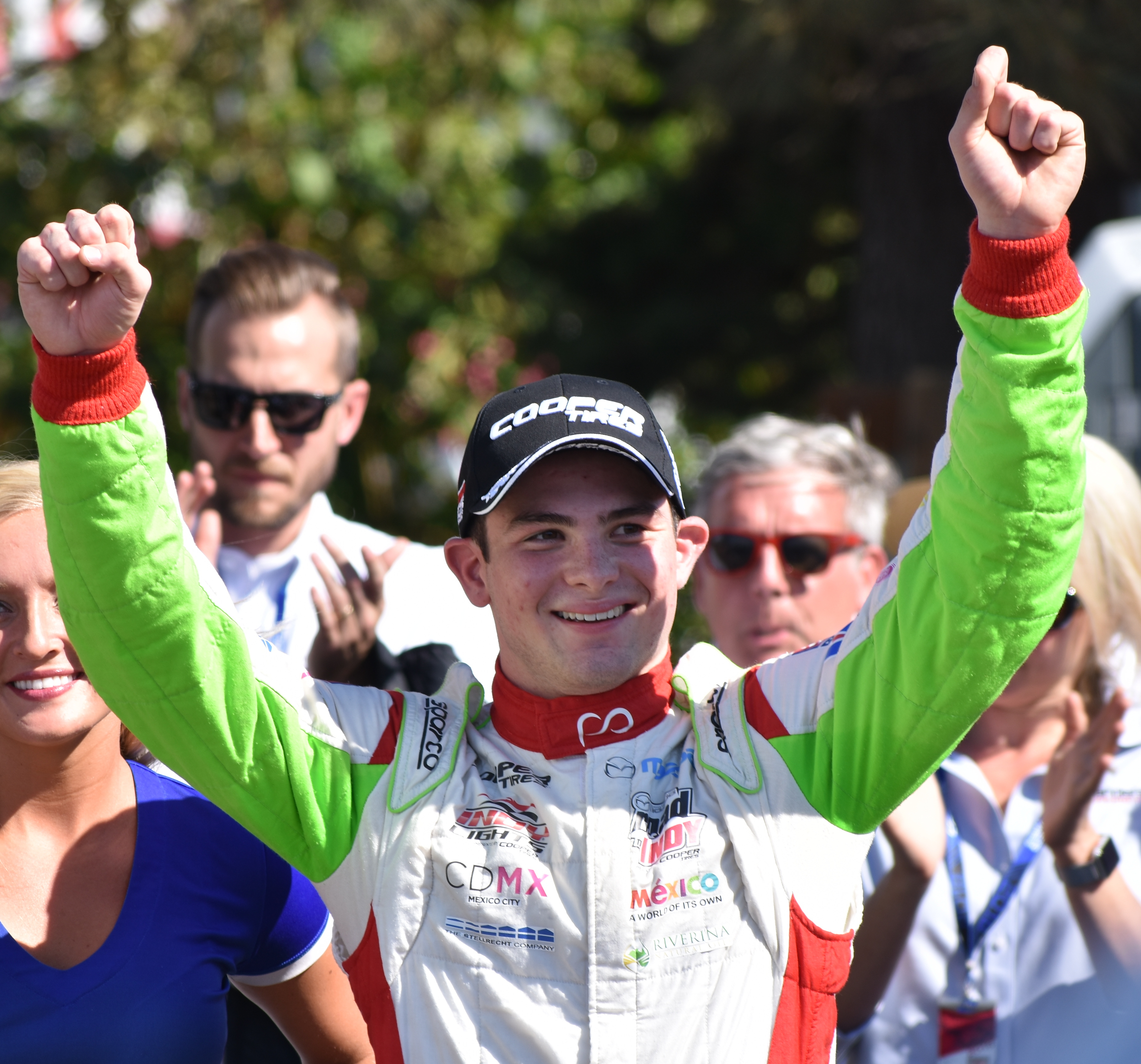
Patricio O'Ward in 2018 na het winnen van het Indy Lights-kampioenschap.

Patricio "Pato" O'Ward (Monterrey, 6 mei 1999) is een Mexicaans autocoureur. In 2018 werd hij kampioen in de Indy Lights. Tussen mei en oktober 2019 maakte hij onderdeel uit van het Red Bull Junior Team, het opleidingsprogramma van het Formule 1-team van Red Bull Racing.

## Carrière

### Karting
O'Ward begon zijn autosportcarrière in het karting in 2005. Hij bleef hier actief tot 2012, waarbij hij diverse Mexicaanse en Noord-Amerikaanse kampioenschappen won.

### Formuleracing
In 2013 maakte O'Ward de overstap naar het formuleracing, waarbij hij deelnam aan races in de Latam Fórmula 2000, de Formule Renault 1.6 NEC en de Pacific Formula F2000. In de Latam Fórmula 2000 werd hij twaalfde, in de Formule Renault 1.6 zevende met twee vierde plaatsen op het Circuit Zolder en het TT Circuit Assen als beste resultaat, en in de F2000 won hij vier van de vijf races waarin hij deelnam en werd vijfde in het kampioenschap.
In 2014 stapte O'Ward over naar het Franse Formule 4-kampioenschap, waarin hij de eerste twee raceweekenden miste. Op het Circuito Permanente de Jerez behaalde hij zijn eerste podiumplaats voordat hij tijdens het laatste raceweekend op het Circuit Paul Ricard zijn eerste race won. Mede hierdoor werd hij zevende in de eindstand met 143 punten.
In 2015 keerde O'Ward terug naar Noord-Amerika, waarbij hij debuteerde in het Pro Mazda Championship bij het Team Pelfrey. Met drie podiumplaatsen eindigde hij op de zesde plaats in het klassement met 250 punten.
In de winter van 2015-2016 maakte O'Ward zijn debuut in het nieuwe NACAM Formule 4-kampioenschap bij het team Martiga EG. Hij reed in slechts vier van de zeven raceweekenden, maar behaalde hierin wel zes overwinningen en werd zo derde in de eindstand met 247 punten. Hierna keerde hij terug naar de Pro Mazda, waarin hij voor Team Pelfrey zijn tweede seizoen inging. Hij won zes van de eerste zeven races van het seizoen, maar behaalde hierna nog slechts één overwinning en moest het kampioenschap laten aan zijn teamgenoot Aaron Telitz. Zelf eindigde O'Ward op de tweede plaats met 393 punten.
In 2017 maakte O'Ward de overstap naar het WeatherTech SportsCar Championship en de North American Endurance Cup. Samen met zijn teamgenoten won hij de PC-klasse van de 24 uur van Daytona, waarmee hij op zeventienjarige leeftijd de jongste coureur ooit is die dit presteerde. Uiteindelijk werd zijn team kampioen in beide klassen. Hiernaast neemt hij dat jaar deel aan de seizoensopener van de Indy Lights op het Stratencircuit Saint Petersburg voor het Team Pelfrey, waarin hij een podiumplaats behaalde.

### Indy

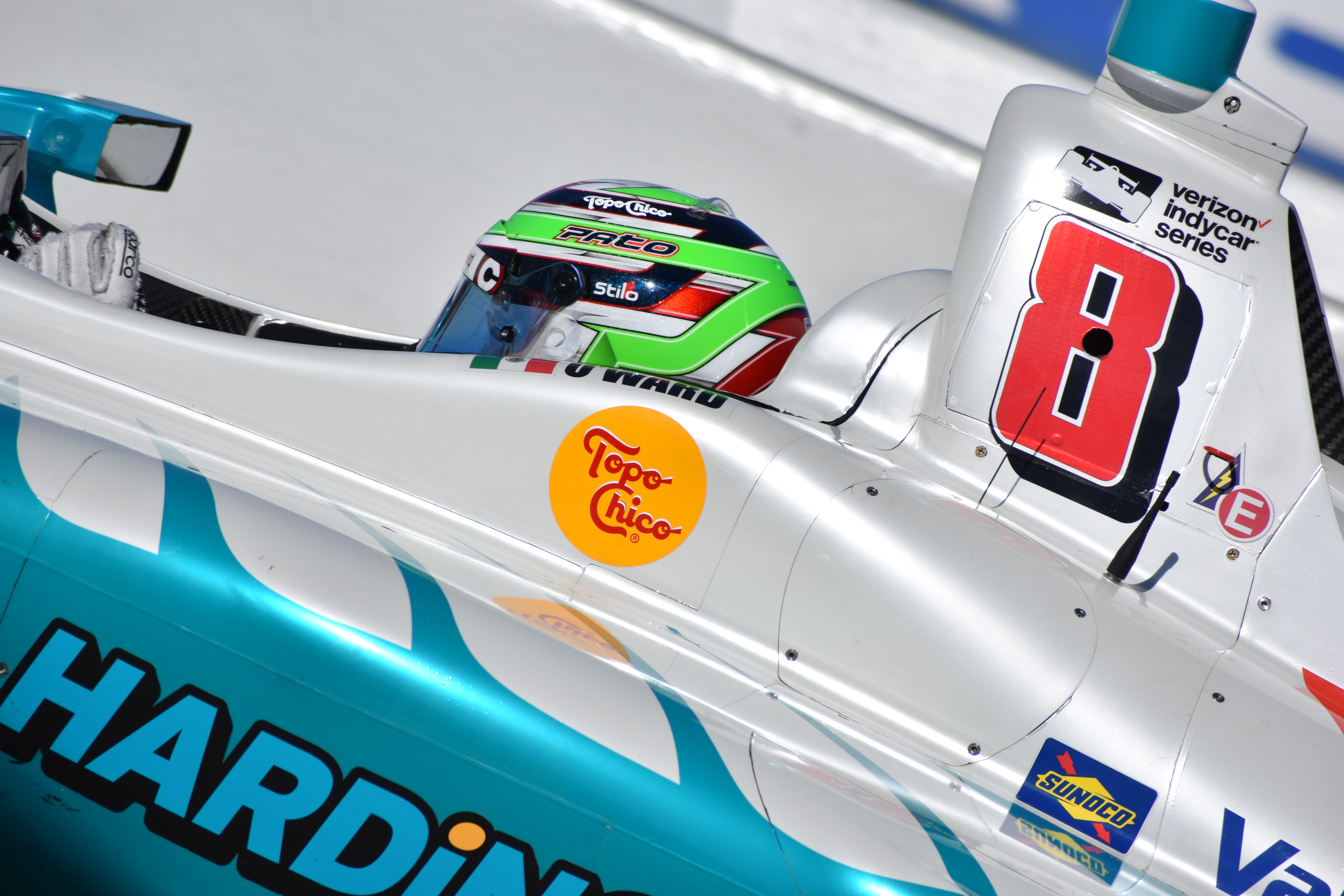
Patricio O'Ward tijdens zijn debuut in de IndyCar Series.

In 2018 nam O'Ward fulltime deel aan de Indy Lights bij het team Andretti Autosport. Hij won negen van de zeventien races en stond in vier andere races op het podium, waardoor hij met 491 punten tot kampioen werd gekroond. Aansluitend debuteerde hij in de IndyCar Series tijdens de seizoensfinale op de Sonoma Raceway bij het team Harding Racing en eindigde de race op de negende plaats.
In 2019 zou O'Ward deelnemen aan de IndyCar Series voor Harding Steinbrenner Racing, maar vanwege een gebrek aan sponsoren ging deze overeenkomst niet door. Vervolgens werd hij door Carlin aangesteld als tweede coureur van het team tijdens twaalf van de zeventien races dat seizoen, inclusief de Indianapolis 500. 

### Formule 2
In mei 2019 werd hij door het Formule 1-team Red Bull Racing opgenomen in hun Red Bull Junior Team. In deze hoedanigheid maakte hij dat jaar op de Red Bull Ring zijn debuut in de Formule 2 bij het team MP Motorsport als vervanger van de geschorste Mahaveer Raghunathan. Na het vertrek van Daniel Ticktum bij het Red Bull Junior Team verving O'Ward hem dat seizoen bij het Team Mugen in de Japanse Super Formula, wat tevens zijn vertrek uit de IndyCar betekende. Na drie races, waarin hij enkel in zijn laatste race op het Okayama International Circuit punten scoorde met een zesde plaats, verliet hij het Red Bull Junior Team en werd hij voor de seizoensfinale in de Super Formula vervangen door Jüri Vips.

### Formule 1
O'Ward maakte zijn Formule 1-debuut voor McLaren tijdens de eerste vrije training van de Grand Prix van Abu Dhabi op 18 november 2022. Hij reed een tijd van 1:28.350 en werd daarmee achttiende.

In 2024 reed O'Ward de eerste vrije training van de Grand Prix van Mexico-Stad. Hij reed een tijd van 1:19.295 en werd daarmee dertiende.